# Anisolophia cultrifera
Anisolophia cultrifera är en skalbaggsart som först beskrevs av White 1855.  Anisolophia cultrifera ingår i släktet Anisolophia och familjen långhorningar. Inga underarter finns listade i Catalogue of Life.